# Kreis Ohlau

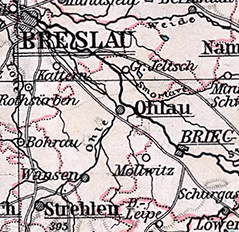
Der Kreis Ohlau in den Grenzen von 1818 bis 1932

Der preußische Kreis Ohlau in Schlesien bestand in der Zeit zwischen 1742 und 1932 sowie von 1933 bis 1945. Das Landratsamt war in der Stadt Ohlau. Das frühere Kreisgebiet liegt heute in der Woiwodschaft Niederschlesien in Polen.

## Verwaltungsgeschichte
Nach der Eroberung des größten Teils von Schlesien im Ersten Schlesischen Krieg ordnete König Friedrich II. durch die Kabinettsorder vom 25. November 1741 an, in Niederschlesien die preußischen Verwaltungsstrukturen einzuführen. Dazu gehörte die Einrichtung zweier Kriegs- und Domänenkammern in Breslau und Glogau sowie deren Gliederung in Kreise und die Einsetzung von Landräten zum 1. Januar 1742.
Im Fürstentum Brieg, einem der schlesischen Teilfürstentümer, wurden aus alten schlesischen Weichbildern die fünf preußischen Kreise Ohlau, Brieg, Kreuzburg, Strehlen und Nimptsch gebildet. Als erster Landrat des Kreises Ohlau wurde Ernst Friedrich von Berge-Herrendorf eingesetzt. Der Kreis Ohlau unterstand der Kriegs- und Domänenkammer Breslau und wurde im Zuge der Stein-Hardenbergischen Reformen 1815 dem Regierungsbezirk Breslau der Provinz Schlesien zugeordnet.
Im Zuge von Grenzbereinigungen zwischen den schlesischen Regierungsbezirken gab der Kreis Grottkau 1816 die Stadt Wansen sowie die Dörfer Alt Wansen, Bischwitz, Halbendorf, Johnwitz, Knischwitz und Spurwitz an den Kreis Ohlau ab. Bei der Kreisreform vom 1. Januar 1818 im Regierungsbezirk Breslau wurden außerdem die Dörfer Beckern, Jeltsch, Lange, Neuvorwerk und Rattwitz aus dem Kreis Breslau in den Kreis Ohlau umgegliedert.
Der Freistaat Preußen löste zum 8. November 1919 die Provinz Schlesien auf und bildete aus den Regierungsbezirken Breslau und Liegnitz die neue Provinz Niederschlesien. Zum 30. September 1928 wurden im Kreis Ohlau wie im übrigen Preußen alle Gutsbezirke aufgelöst und benachbarten Landgemeinden zugeteilt.
Zum 1. Oktober 1932 wurde der Kreis Ohlau vorübergehend aufgelöst. Die Stadt Wansen sowie die Landgemeinden Alt Wansen, Brosewitz, Hermsdorf, Johnwitz, Knischwitz, Köchendorf, Marienau und Spurwitz kamen zum Kreis Strehlen, während der größte Teil des Kreises zum Landkreis Brieg kam. Hintergrund hierfür waren Notverordnungen des Reichspräsidenten über Sparmaßnahmen im öffentlichen Dienst, wonach unter anderem eine Reihe von Kreisen aufgelöst wurden. Zum 1. Oktober 1933 wurde der Kreis Ohlau wiedererrichtet, allerdings ohne den Teil der 1932 an den Kreis Strehlen gefallen war.
Zum 18. Januar 1941 wurde die erst am 1. April 1938 vereinigte Provinz Schlesien wieder aufgelöst und aus den Regierungsbezirken Breslau und Liegnitz die neue Provinz Niederschlesien gebildet.
Nachdem die Rote Armee das Kreisgebiet im Januar 1945 erobert hatte, verfügte der Ministerrat der Volksrepublik Polen am 14. März 1945, es wie ganz Niederschlesien dem Verwaltungsbezirk Nr. II der Wiedergewonnenen Gebiete zu unterstellen. Die praktische Durchsetzung des Beschlusses verzögerte sich bis in den Juni 1945. Ende Juni 1945 begann im Kreisgebiet die Polnische Volksarmee, „den uralten polnischen Boden vom deutschen Ungeziefer zu säubern.“ An die Stelle dieser nur zum Teil erfolgreichen „wilden Vertreibung“ (im Dezember 1945 lebten im Kreisgebiet noch 29.000 Deutsche und nur knapp 23.000 neu angesiedelte Polen) trat Anfang 1946 die systematische Vertreibung der eingesessenen Einwohner. Sie war im November 1949 beendet, als im Kreisgebiet noch 187 Deutsche gezählt wurden.

## Einwohnerentwicklung
| Jahr | Einwohner | Quelle |
| ---- | --------- | ------ |
| 1795 | 25.994    | [ 13 ] |
| 1819 | 34.402    | [ 14 ] |
| 1846 | 49.285    | [ 15 ] |
| 1871 | 55.020    | [ 16 ] |
| 1885 | 56.409    | [ 17 ] |
| 1900 | 54.497    | [ 18 ] |
| 1910 | 54.963    | [ 18 ] |
| 1925 | 57.463    | [ 19 ] |
| 1939 | 52.475    | [ 19 ] |

## Landräte
1742–175900Ernst Friedrich von Berge und Herrendorf
1765–178000Johann George von Kottulinsky
1781–180500Hans Friedrich von Wentzky und Petersheyde (Landrat, 1726)
1805–183100Johann Adrian Philipp Anton von Hoverden
1844–185000Carl Arthur von Wrochem (1809–1872)
18500000000Heinrich Dietlein (kommissarisch)
1850–185300Heinrich Wilhelm
1853–186600Moritz von Prittwitz und Gaffron (1819–1888)
1867–187300Albert von Seherr-Thoß
1873–188700Emil Ernst Friedrich von Eicke (1828–1887)
1887–189800Bernhard von Puttkamer
1898–190100Heinrich Yorck von Wartenburg (1861–1923)
1901–190900Erich von Strempel
1909–191400Kurt von Hertzberg († 1914)
1914–191700Heino von Heimburg
1917–191800Mueller-Baudiß (vertretungsweise)
1918–191900von Hoffmann (vertretungsweise)
1919–192400Ferdinand Mackensen von Astfeld (1883–1969)
1924–193200Otto Ehrensberger (1887–1968)
19320000000Hans Bertuch (1880–1946)
1933–194400Rudolf Thiele (* 1876)
1944–194500Otto Braß (* 1887)

## Kommunalverfassung
Der Kreis Ohlau gliederte sich seit dem 19. Jahrhundert in die Stadt Ohlau, in Landgemeinden und Gutsbezirke. Mit Einführung des preußischen Gemeindeverfassungsgesetzes vom 15. Dezember 1933 sowie der Deutschen Gemeindeordnung vom 30. Januar 1935 wurde zum 1. April 1935 das Führerprinzip auf Gemeindeebene durchgesetzt. Eine neue Kreisverfassung wurde nicht mehr geschaffen; es galt weiterhin die Kreisordnung für die Provinzen Ost- und Westpreußen, Brandenburg, Pommern, Schlesien und Sachsen vom 19. März 1881.

## Gemeinden
Der Kreis Ohlau umfasste zuletzt eine Stadt und 85 Landgemeinden:
| - Altbergel-Altottag - Beckern - Birksdorf - Bischwitz - Breile - Bulchau - Chursangwitz - Dammelwitz - Daupe - Deutsch Breile - Deutsch Steine - Dremling - Eisfeld - Frauenhain - Freudenfeld - Gaulau - Giesdorf - Göllnerhain - Grasau - Grebelwitz - Groß Eichau - Groß Peiskerau | - Grünaue - Gunschwitz - Günthersdorf - Gusten - Haltauf - Heidau - Hennersdorf - Hirschaue - Höckricht - Hohenlinde - Hünern - Jätzdorf - Jauer - Jeltsch - Jungwitz - Kallen - Kauern - Klein Jenkwitz - Klein Öls - Klein Peiskerau - Klosdorf - Kochern | - Krausenau - Kresseheim - Leisewitz - Lorzendorf - Markstädt - Marschwitz - Märzdorf - Mechwitz - Mellenau - Minken - Neubergel - Neuottag - Neuvorwerk - Niehmen - Odersteine - Ohlau - Peisterwitz - Peltschütz - Polwitz - Quallwitz - Quosdorf - Radwaldau | - Rattwitz - Rodeland - Rosenhain - Runzen - Sackerau - Saulwitz - Schockwitz - Seiffersdorf - Silingental - Sitzmannsdorf - Steindorf - Tempelfeld - Thiergarten - Thomaskirch - Weigwitz - Weisdorf - Würben - Wüstebriese - Zedlitz - Zottwitz |

Zum Kreis gehörte außerdem der unbewohnte Forstgutsbezirk Rogelwitz.
Eingemeindungen bis 1929
- Lange, am 20. April 1929 zu Jeltsch
- Halbendorf, am 29. März 1919 zu Wansen
- Jakobine, am 30. September 1928 zu Dremling
- Poppelwitz, am 30. September 1928 zu Polwitz
- Rohrau, am 30. September 1928 zu Saulwitz
- Bischwitz bei Wansen, am 30. September 1928 zu Wansen
- Baumgarten, am 31. März 1913 zu Ohlau

## Ortsnamen
1936/1937 wurden im Kreis einige Gemeinden umbenannt:
- Goy → Göllnerhain,
- Graduschwitz → Grasau
- Groß Dupine → Groß Eichau
- Jankau → Grünaue
- Kontschwitz → Hohenlinde (Schlesien)
- Laskowitz → Markstädt
- Niefnig → Kresseheim
- Quosnitz → Quosdorf
- Radlowitz → Radwaldau
- Raduschkowitz → Freudenfeld
- Schwoika → Silingental
- Stannowitz → Eisfeld (Schlesien)
- Trattaschine → Hirschaue

## Persönlichkeiten
- Albert Horn (* 1840 in Bulchau–1921), deutscher Jurist und Politiker sowie Mitglied des Deutschen Reichstags
- Curt von Prittwitz und Gaffron (* 16. Juli 1849; † 16. Februar 1922), Marineoffizier, Admiral der Kaiserlichen deutschen Marine und MdPH, geboren auf Gut Sitzmannsdorf
- Bernhard Lichtenberg (* 3. Dezember 1875 in Ohlau; † 5. November 1943)
- Hans-Ulrich von Schweinitz (1908–1972), deutscher Diplomat, geboren in Sitzmannsdorf